# Tacuru
Tacuru là một đô thị thuộc bang Mato Grosso do Sul, Brasil. Đô thị này có diện tích 1785,315 km², dân số năm 2007 là 9271 người, mật độ 5,19 người/km².